# 塞尔日·塔贝克
塞尔日·塔贝克（法語：Serge Tabekou，1996年10月15日—），喀麦隆足球运动员，司职前锋，现效力于中超球会青岛海牛。

## 俱乐部
塔贝克在喀麦隆的APEJES学院开始了自己的职业生涯，并在2015年1月转会到根特。他只随主力阵容磨合了两次，就在第75分钟替补上场，并在比赛结束前攻入一球，帮助球队3-1客场战胜了标准列日。
2023年4月4日，塔贝克加盟中超俱乐部青岛海牛。

## 国家队
2020年10月9日，塔贝克在与日本0-0战平的友谊赛中首次代表喀麦隆国家队出场。

## 荣誉
根特
- 比利时超级杯：2015[4]